# Félicien Vervaecke
Félicien Vervaecke (Dadizele, 11 maart 1907 - Brussel, 31 oktober 1986) was een Belgisch wielrenner. Hij was ook de raadgever, verzorger en mecanicien van Eddy Merckx bij de amateurs. 

## Belangrijkste overwinningen
1929
- Parijs-Lens
- Tourcoing-Duinkerken-Tourcoing

1932
- Tour de Corrèze

1934
- 8e etappe Giro d'Italia

1935
- Bergklassement Tour de France
- 5e etappe deel B Parijs-Nice

1936
- 19e etappe deel B Tour de France
- 1e etappe Parijs-Nice

1937
- 5e etappe deel A Parijs-Nice
- 10e etappe Tour de France

1938
- 4e etappe deel C Tour de France
- 8e etappe Tour de France
- 10e etappe deel B Tour de France
- 20e etappe deel B Tour de France

## Resultaten in voornaamste wedstrijden
| Jaar | Ronde van Italië | Ronde van Frankrijk | Ronde van Spanje |
| ---- | ---------------- | ------------------- | ---------------- |
| 1931 |                  |                     |                  |
| 1932 |                  | opgave              |                  |
| 1933 |                  |                     |                  |
| 1934 | 30e (1)          | 4e                  |                  |
| 1935 |                  | ↑                   |                  |
| 1936 |                  | ↑ (1)               |                  |
| 1937 |                  | opgave (1)          |                  |
| 1938 |                  | ↑ (4)               |                  |

| Jaar | Milaan-San Remo | Ronde van Vlaanderen | Parijs-Roubaix | Luik-Bast.‑Luik | Parijs-Tours | Parijs-Brussel |
| ---- | --------------- | -------------------- | -------------- | --------------- | ------------ | -------------- |
| 1931 |                 | 11e                  | 41e            |                 |              |                |
| 1932 |                 | 5e                   | 16e            | 19e             |              | 5e             |
| 1933 |                 | 20e                  |                |                 |              |                |
| 1934 | 10e             | ↑                    |                |                 | Brons        |                |
| 1935 |                 | 26e                  |                |                 |              |                |
| 1936 |                 |                      |                |                 |              |                |
| 1937 |                 |                      |                |                 | 10e          |                |
| 1938 |                 |                      | 43e            | Brons           |              | 27e            |